# Лив и Ливтрасир

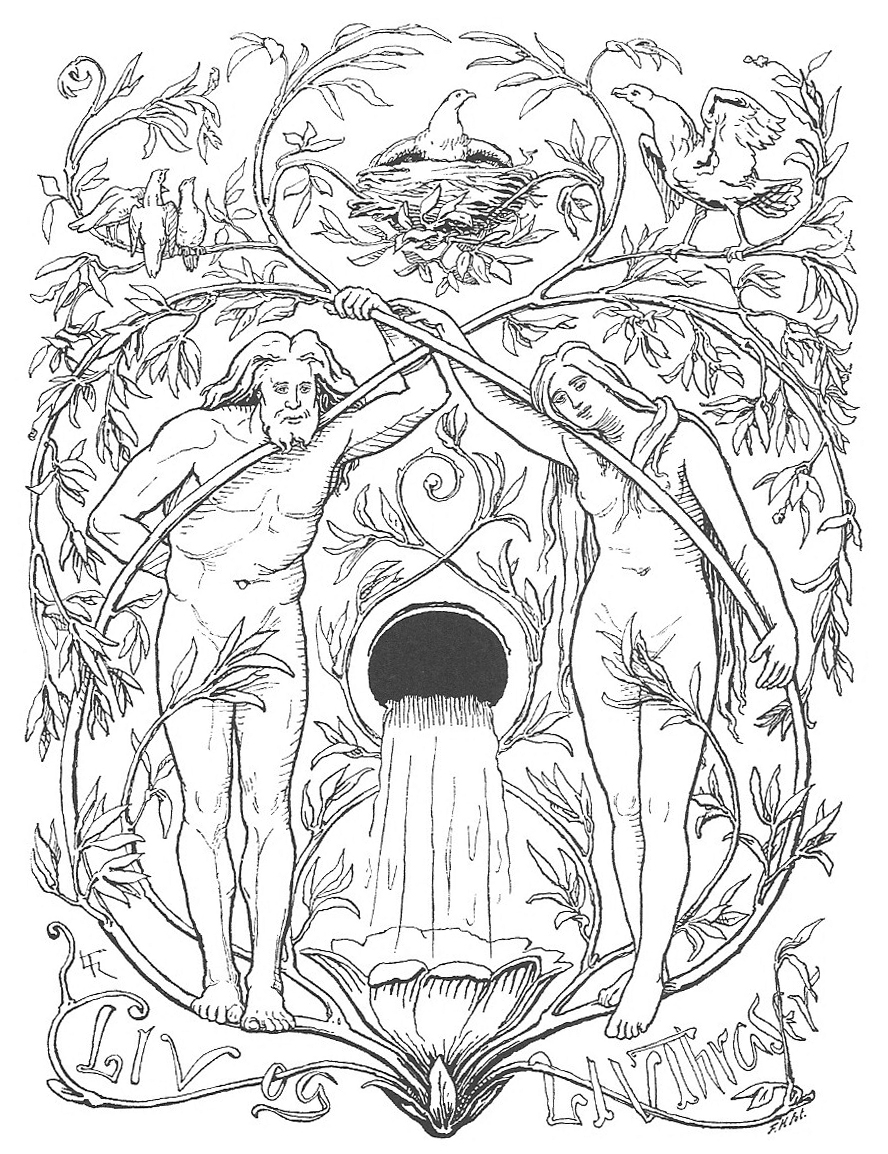
Лив и Ливтрасир
Худ. Лоренц Фрёлих (1895)

Лив и Ливтрасир (др.-исл. Líf ok Liþrasir или Leifþrasir — дословно — «Жизнь» и «Пышущий жизнью») в скандинавской мифологии — человеческая пара, женщина и мужчина соответственно, которые переживут Рагнарёк и станут прародителями нового поколения людей.
Упоминания об этой мифической паре можно найти в «Младшей Эдде», составленной С. Стурлусоном около XIII века, и в более древней «Старшей Эдде», написанной неизвестным автором на основе более ранних устных традиций и ставшей основой «Эдды» Стурлусона.
Многие учёные, рассматривая образ пары, отмечают большое значение, придаваемое ей в скандинавской мифологии, говоря о них как о представлении цикличности в скандинавской космогонии (сотворение мира — конец мира — воссоздание мира), сравнивая с более известными Аском и Эмблой, первой человеческой парой, ставшей прародителями всех людей, а также говоря о символичности образа дерева в данном сюжете как природно-мифического источника людского рода.

## Этимология
Имя Лив (др.-исл. Líf; женщина) исследователи обычно переводят как «Жизнь» или «Жизнь тела», сопоставляя с др.-исл. lifa «жить, быть живым» и líf «жизнь». Имя Ливтрасир (др.-исл. Lifþrasir в Старшей Эдде или Leifþrasir в Младшей Эдде; мужчина) при этом имеет значение «Пышущий жизнью»; другие учёные определяют его латинской фразой лат. Livæ amator, vitæ amans, vitæ cupidus «Влюблённый в Лив, Любящий Жизнь, Жажда Жизни» (при этом отмечается, что под термином «Жизнь» может пониматься и сама Лив, поскольку её имя имеет идентичное значение). В упоминаниях этой пары женщина стоит на первом месте, а мужчина — на втором, тогда как в первой паре людей вначале упоминается мужчина — Аск, а затем женщина — Эмбла.

## Упоминания
Лив и Ливтрасир упоминаются в «Старшей Эдде» и в созданной на основе более ранних устных и письменных источников «Младшей Эдде» С. Стурлусона.

### Старшая Эдда
В песни «Речи Вафтруднира» (Старшая Эдда) бог Один приходит к великану Вафтрудниру, чтобы сразиться с ним в поединке мудрости посредством задаваемых друг другу вопросов. Один задаёт вопрос, кто из живущих ныне спасётся после событий Рагнарёка и будет жить после конца Фимбульветра (Зимы Великанов):
[Один] сказал:
«Много я странствовал,
много беседовал
с благими богами;
кто будет жить
после конца
зимы великанов?»
[Вафтруднир] сказал:
«Спрячется Лив
и Ливтрасир с нею
в роще Ходдмимир;
будут питаться
росой по утрам

и людей породят».
Вафтруднир отвечает, что Лив и Ливтрасир укроются от событий Гибели богов в роще Ходдмимира (др.-исл. Hoddmímis Holt) и будут питаться росой. Лив и Ливтрасир станут прародителями нового поколения людей.

### Младшая Эдда
В «Младшей Эдде» («Видение Гюльви») во время описания Высоким событий Рагнарёка приводится короткий рассказ о Лив и Ливтрасире, которые переживут Гибель богов. Высокий рассказывает Гюльви, что Лив и Ливтрасир спрячутся в роще Ходдмимира от пламени великана Сурта и в это время они будут питаться лишь утренней росой. От них произойдёт новый человеческий род, поскольку предыдущий будет уничтожен во время Гибели богов:
А в роще Ходдмимир от пламени Сурта укрылись два человека — Лив и Ливтрасир.

Утренняя роса служит им едою. И от них-то пойдёт столь великое потомство, что заселит оно весь мир...
Затем приводится вышеупомянутая строфа из «Речей Вафтруднира».

## Интерпретации образа
Несмотря на свою краткость, сюжет о Лив и Ливтрасире, по мнению большинства учёных, имеет большое значение в контексте скандинавской мифологии и космогонии. Иногда их сравнивают с парой первых людей, Аском и Эмблой, которые были сделаны богами из деревьев и стали прародителями всех современных людей.

### Интерпретация образа рощи Ходдмимира
К. Ларрингтон отмечает, что в оригинальных источниках не указано, что именно произойдёт с мировым деревом Иггдрасилем во время событий Рагнарёка и произойдёт ли что-либо вообще, и исходя из этого указывает на возможную связь между рощей Мимира и Иггдрасилем. Она предполагает, что мифическая роща Ходдмимира, упоминаемая лишь в контексте данного мифа, является другим названием Иггдрасиля и тогда Лив и Ливтрасир во время Гибели богов будут прятаться не в какой-то неизвестной роще, а в корнях или ветвях самого Иггдрасиля.

### Концепция происхождения человека из дерева
Немаловажное значение имеет и концепция связи человека с деревьями, которая впервые предстаёт в мифе о создании Аска и Эмблы из ясеня и ольхи (либо ивы) и затем частично повторяется в сюжете о Лив и Ливтрасире, которые прячутся в роще либо дереве. Учёный и филолог В. В. Иванов отмечает, что концепция происхождения человека из дерева распространена в мире достаточно широко: в частности, она встречается в западносибирских, океанийских мифах и мифах североамериканских индейцев. Особое значение дереву придавали и родственные германцам кельты, у которых объектом поклонения и ритуалов друидов был дуб. При создании из древесных прообразов Аска и Эмблы боги (Один, Хёнир и Локи; в более поздних традициях Один, Вили и Ве) доделали, доработали их — первые люди были незавершёнными существами; в сюжете о Лив и Ливтрасире такого элемента сказания нет. Р. Зимек говорит о глубокой древности образа происхождения человека из дерева: возможно, этот сюжет является общегерманским или даже общеиндоевропейским. Таким образом, европейский сюжет о происхождении людей из дерева противопоставляется ближневосточному сюжету о создании человека из другого природного материала — глины.

### Цикличность в сюжете об Лив и Ливтрасире
Р. Зимек предполагает, что сюжет о Лив и Ливтрасире показывает яркий случай удвоения антропогенеза, то есть происхождения человека, понятный из циклической природы эддической космогонии: уничтоженное Солнце заменяется новым, разрушенная земля также уступает место новой, плодородной и богатой, а в мире богов начинают правление потомки прежних божеств. Он также отмечает, что рощу Ходдмимира не следует понимать буквально как некий лес или лесной массив, в котором прячутся предки нового человеческого рода; данное название, скорее всего, является другим вариантом наименования Иггдрасиля, мирового дерева скандинавской мифологии. Таким образом, сотворение человечества из стволов деревьев должно повториться и после Рагнарёка. Зимек замечает, что у германцев и их потомков концепция происхождения человека из дерева является достаточно древней: он приводит параллели в баварской легенде о жившем внутри ствола дерева пастухе, потомки которого заселили землю после того, как жизнь была уничтожена чумой; а также в древнескандинавской «Саге об Одде Стреле», в котором образ дерева связывается с омоложением человека.